# Canotaj la Jocurile Olimpice de vară din 2016
Probele sportive de canotaj la Jocurile Olimpice de vară din 2016 s-au desfășurat în perioada 6–12 august 2016 pe stadionul Laguna Rodrigo de Freitas din Rio de Janeiro în Brazilia. Au fost opt probe sportive dedicate bărbaților și șase probe dedicate femeilor, numărul total fiind de 14. Probele au inclus două tipuri de bărci (ușoare și grele), și două tipuri de canotaj: prin „măturare”, unde sportivii folosesc o singură vâslă, și prin „vâslire”, unde sportivii folosesc două vâsle.

## Clasament pe medalii
| Loc   | Țară                       | Aur | Argint | Bronz | Total |
| ----- | -------------------------- | --- | ------ | ----- | ----- |
| 1     | Marea Britanie             | 3   | 2      | 0     | 5     |
| 2     | Germania                   | 2   | 1      | 0     | 3     |
| 2     | Noua Zeelandă              | 2   | 1      | 0     | 3     |
| 4     | Australia                  | 1   | 2      | 0     | 3     |
| 5     | Olanda                     | 1   | 1      | 1     | 3     |
| 6     | Croația                    | 1   | 1      | 0     | 2     |
| 6     | Statele Unite ale Americii | 1   | 1      | 0     | 2     |
| 8     | Franța                     | 1   | 0      | 1     | 2     |
| 8     | Polonia                    | 1   | 0      | 1     | 2     |
| 10    | Elveția                    | 1   | 0      | 0     | 1     |
| 11    | Danemarca                  | 0   | 1      | 1     | 2     |
| 11    | Lituania                   | 0   | 1      | 1     | 2     |
| 13    | Canada                     | 0   | 1      | 0     | 1     |
| 13    | Irlanda                    | 0   | 1      | 0     | 1     |
| 13    | Africa de Sud              | 0   | 1      | 0     | 1     |
| 16    | China                      | 0   | 0      | 2     | 2     |
| 16    | Italia                     | 0   | 0      | 2     | 2     |
| 16    | Norvegia                   | 0   | 0      | 2     | 2     |
| 19    | Cehia                      | 0   | 0      | 1     | 1     |
| 19    | Estonia                    | 0   | 0      | 1     | 1     |
| 19    | România                    | 0   | 0      | 1     | 1     |
| Total | Total                      | 14  | 14     | 14    | 42    |

## Medaliați

### Masculin
| Probă                                     | Aur | Argint | Bronz |
| Simplu vâsle (1×)                         | Mahé Drysdale · Noua Zeelandă (NZL) | Damir Martin · Croația (CRO) | Ondrej Synek · Cehia (CZE) |
| Dublu vâsle (2×)                          | Croația (CRO) · Martin Sinković · Valent Sinković | Lituania (LTU) · Mindaugas Griškonis · Saulius Ritter | Norvegia (NOR) · Kjetil Borch · Olaf Tufte |
| Patru vâsle (4×)                          | Germania (GER) · Philipp Wende · Lauritz Schoof · Karl Schulze · Hans Gruhne                                                                                    | Australia (AUS) · Karsten Forsterling · Alexander Belonogoff · Cameron Girdlestone · James McRae                                                                             | Estonia (EST) · Andrei Jämsä · Allar Raja · Tõnu Endrekson · Kaspar Taimsoo                                                                                            |
| Dublu rame (2-)                           | Noua Zeelandă (NZL) · Eric Murray · Hamish Bond | Africa de Sud (RSA) · Lawrence Brittain · Shaun Keeling | Italia (ITA) · Marco Di Costanzo · Giovanni Abagnale |
| Patru rame fără cârmaci (4-)              | Marea Britanie (GBR) · Alex Gregory · Mohamed Sbihi · George Nash · Constantine Louloudis                                                                       | Australia (AUS) · William Lockwood · Josh Dunkley-Smith · Josh Booth · Alexander Hill                                                                                        | Italia (ITA) · Domenico Montrone · Matteo Castaldo · Matteo Lodo · Giuseppe Vicino                                                                                     |
| Opt rame cu cârmaci (8+)                  | Marea Britanie (GBR) · Paul Bennett · Scott Durant · Matt Gotrel · Matt Langridge · Tom Ransley · Pete Reed · William Satch · Andrew Triggs-Hodge · Phelan Hill | Germania (GER) · Maximilian Munski · Malte Jakschik · Andreas Kuffner · Eric Johannesen · Maximilian Reinelt · Felix Drahotta · Richard Schmidt · Hannes Ocik · Martin Sauer | Olanda (NED) · Kaj Hendrik · Robert Lücken · Boaz Meylink · Boudewijn Roell · Olivier Siegelaar · Dirk Uittenboogaard · Mechiel Versluis · Tone Wieten · Peter Wiersum |
| Dublu vâsle ctg. ușoară (L2×)             | Franța (FRA) · Pierre Houin · Jérémie Azou | Irlanda (IRL) · Gary O'Donovan · Paul O'Donovan | Norvegia (NOR) · Kristoffer Brun · Are Strandli |
| Patru rame fără cârmaci ctg. ușoară (L4-) | Elveția (SUI) · Lucas Tramèr · Simon Schürch · Simon Niepmann · Mario Gyr                                                                                       | Danemarca (DEN) · Jacob Barsøe · Jacob Larsen · Kasper Winther Jørgensen · Morten Jørgensen                                                                                  | Franța (FRA) · Franck Solforosi · Thomas Baroukh · Guillaume Raineau · Thibault Colard                                                                                 |

### Feminin
| Probă                         | Aur | Argint | Bronz |
| Simplu vâsle (1×)             | Kim Brennan · Australia (AUS) | Gevvie Stone · Statele Unite ale Americii (USA) | Duan Jingli · China (CHN) |
| Dublu vâsle (2×)              | Polonia (POL) · Magdalena Fularczyk-Kozłowska · Natalia Madaj | Marea Britanie (GBR) · Victoria Thornley · Katherine Grainger | Lituania (LTU) · Donata Vištartaitė · Milda Valčiukaitė |
| Patru vâsle cu cârmaci (4×+)  | Germania (GER) · Annekatrin Thiele · Carina Bär · Julia Lier · Lisa Schmidla | Olanda (NED) · Chantal Achterberg · Nicole Beukers · Inge Janssen · Carline Bouw                                                                                        | Polonia (POL) · Maria Springwald · Joanna Leszczyńska · Agnieszka Kobus · Monika Ciaciuch                                                                            |
| Dublu rame (2-)               | Marea Britanie (GBR) · Helen Glover · Heather Stanning | Noua Zeelandă (NZL) · Genevieve Behrent · Rebecca Scown | Danemarca (DEN) · Hedvig Rasmussen · Anne Andersen |
| Opt rame cu cârmaci (8+)      | Statele Unite ale Americii (USA) · Emily Regan · Kerry Simmonds · Amanda Polk · Lauren Schmetterling · Tessa Gobbo · Meghan Musnicki · Eleanor Logan · Amanda Elmore · Katelin Snyder | Marea Britanie (GBR) · Katie Greves · Melanie Wilson · Frances Houghton · Polly Swann · Jessica Eddie · Olivia Carnegie-Brown · Karen Bennett · Zoe Lee · Zoe De Toledo | România (ROU) · Roxana Cogianu · Ioana Strungaru · Mihaela Petrilă · Iuliana Popa · Mădălina Bereș · Laura Oprea · Adelina Boguș · Andreea Boghian · Daniela Druncea |
| Dublu vâsle ctg. ușoară (L2×) | Olanda (NED) · Ilse Paulis · Maaike Head | Canada (CAN) · Lindsay Jennerich · Patricia Obee | China (CHN) · Huang Wenyi · Pan Feihong |